# Реньєр (точка)
62°36′34″ пд. ш. 59°48′21″ зх. д. / 62.6094° пд. ш. 59.8058° зх. д.

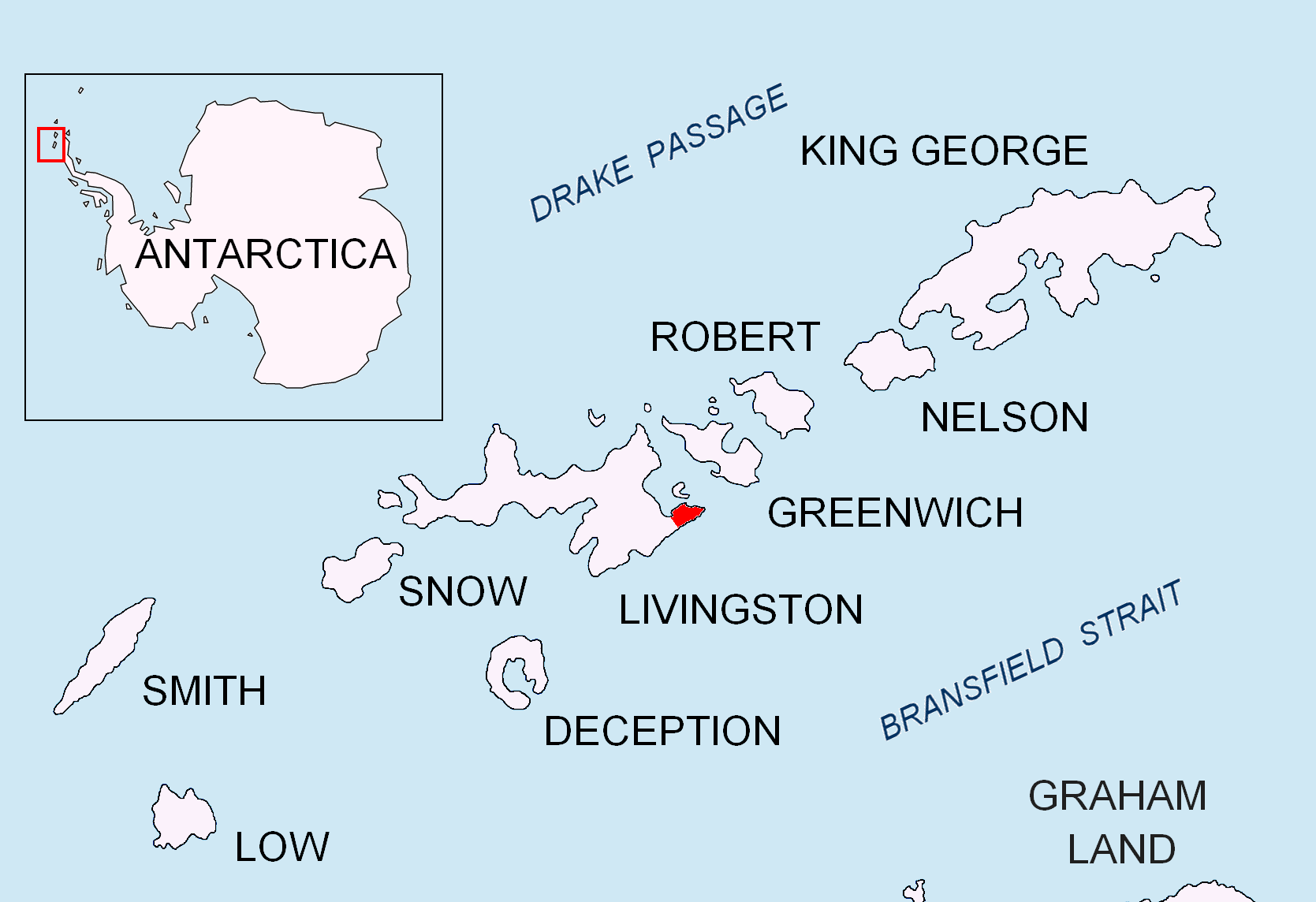
Розташування півострова Бургас, острів Лівінгстон на Південних Шетландських островах

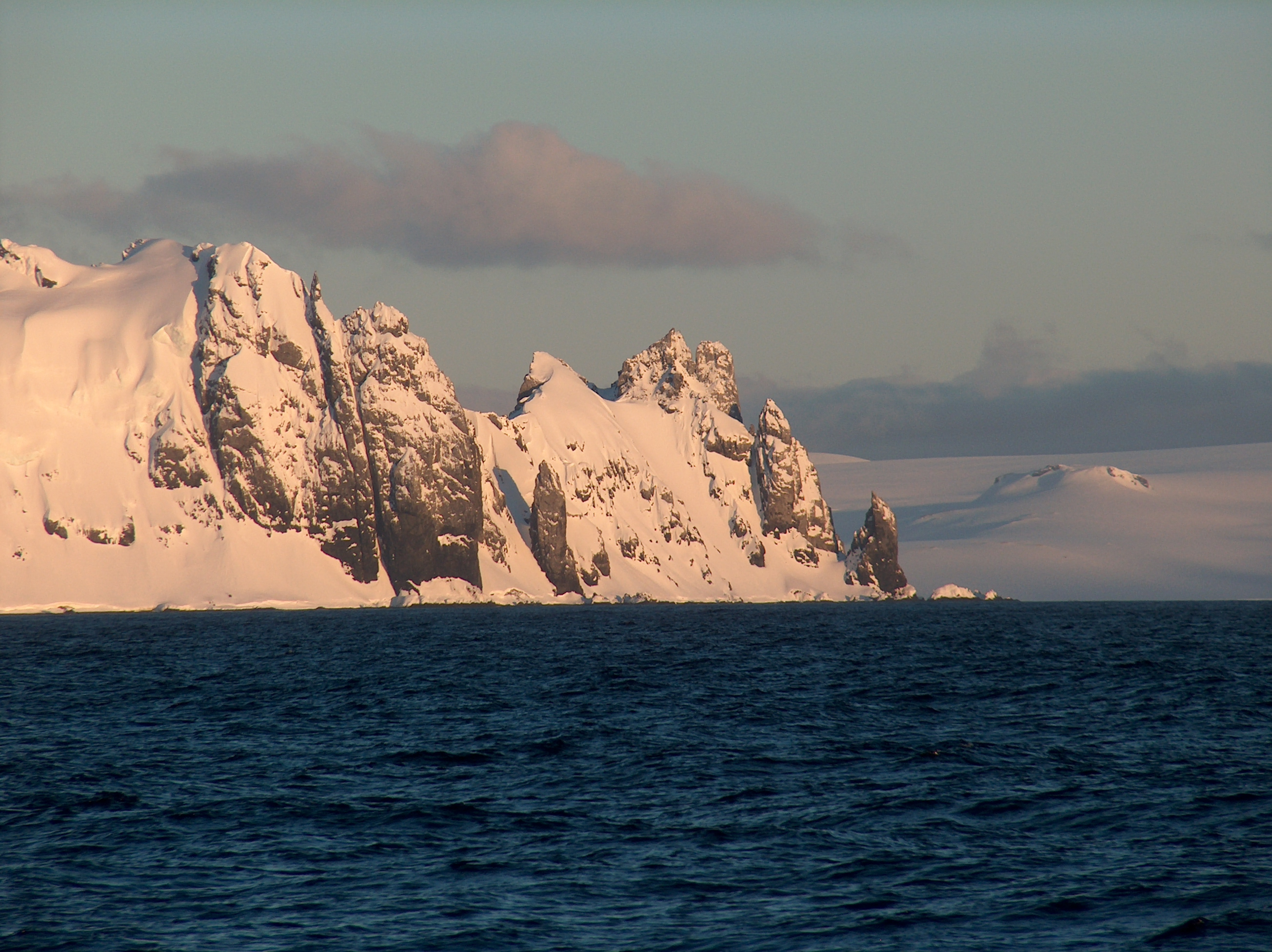
Точка Реньєр із протоки Брансфілд

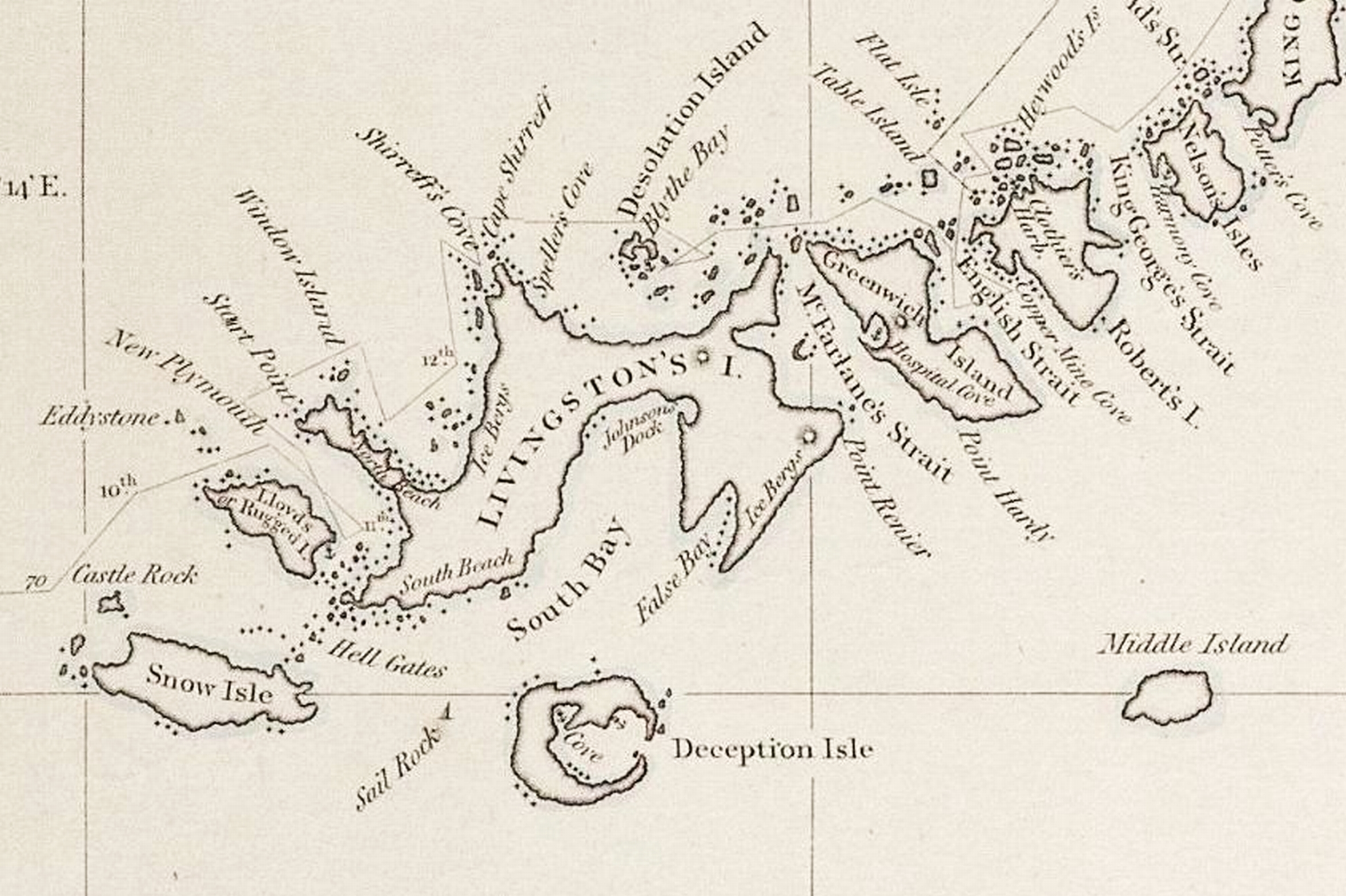
Фрагмент карти Джорджа Пауелла 1822 року Південних Шетландських островів та Південних Оркнейських островів із зображенням точки Реньєр

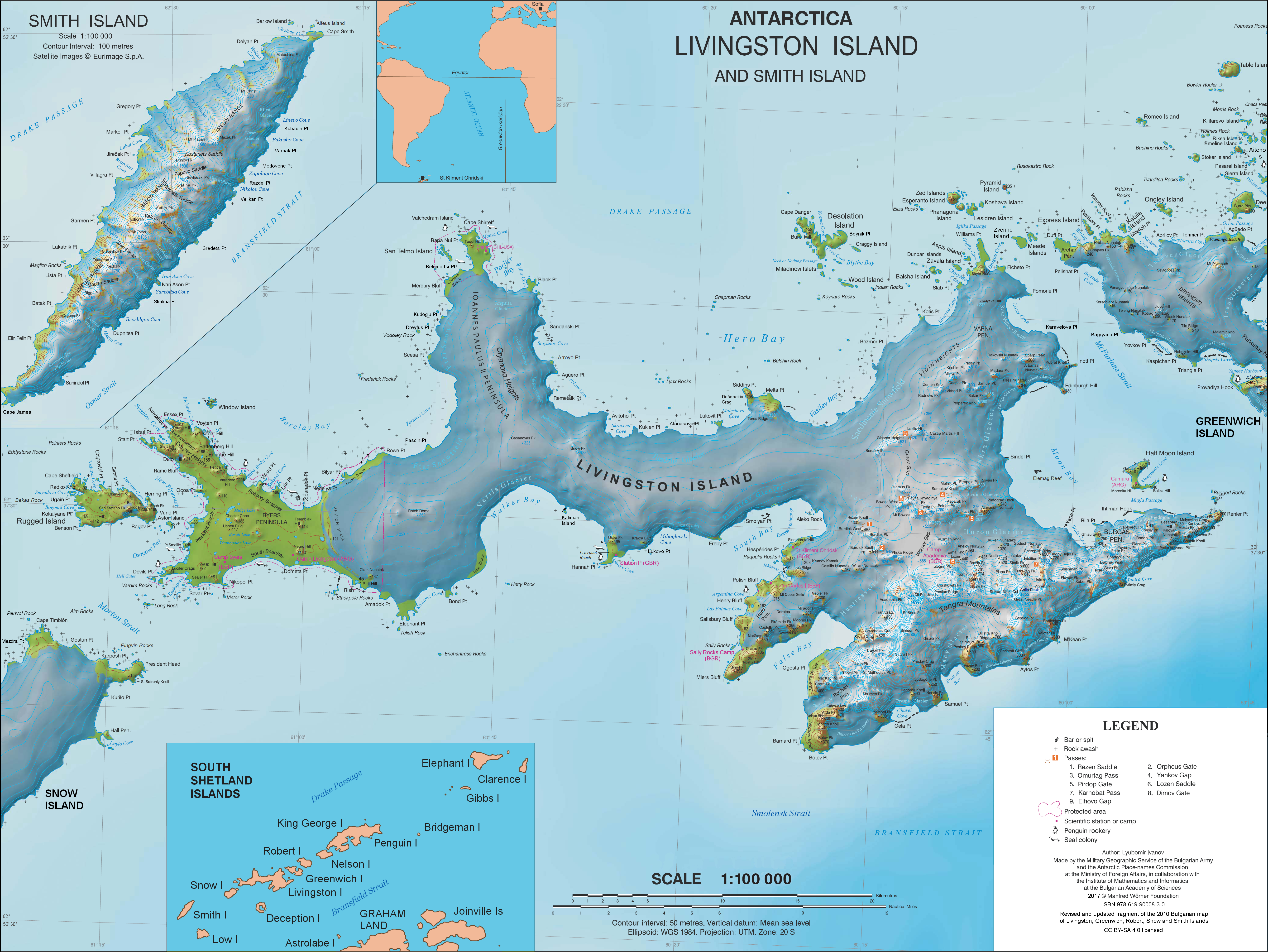
Топографічна карта острова Лівінгстон

Точка Реньєр (62°36′34″ пд. ш. 59°48′21″ зх. д. / 62.60944° пд. ш. 59.80583° зх. д.) - це вузька точка, що утворює східну кінцівку півострова Бургас та острова Лівінгстон на Південних Шетландських островах, Антарктида. Ця точка була відома герметикам під назвою "Точка Реньєр" ще в 1821 році. Назва "Точка Пін", дана співробітниками Discovery Investigation на Discovery II у 1935 році, була відхилена на користь оригінальної назви.

## Мапи
- Діаграма південних Шетландських островів, включаючи острів Коронація тощо. з розвідки шлюпа Голуба в 1821 і 1822 роках Джорджем Пауеллом, командуючим ним же. Шкала приблизно 1: 200000. Лондон: Лорі, 1822.
- Південні Шетландські острови. Масштаб 1: 200000 топографічної карти. DOS 610 Аркуш W 62 58. Толворт, Велика Британія, 1968 рік.
- Острів Лівінгстон і Децепсьон. Карта топографіки ескала 1: 100000. Мадрид: Servicio Geográfico del Ejército, 1991.
- Л. Л. Іванов та ін. Антарктида: острів Лівінгстон та острів Гринвіч, Південні Шетландські острови . Масштаб 1: 100000 топографічної карти. Софія: Антарктична комісія з географічних назв Болгарії, 2005.
- Л. Л. Іванов. Антарктида: острови Лівінгстон та Гринвіч, Роберт, Сноу та Сміт . Масштаб 1: 120000 топографічної карти. Троян: Фонд Манфреда Вернера, 2009.ISBN 978-954-92032-6-4
- Антарктична цифрова база даних (ADD). Масштаб 1: 250000 топографічної карти Антарктиди. Науковий комітет з антарктичних досліджень (SCAR). З 1993 р. Регулярно оновлюється.
- Л. Л. Іванов. Антарктида: острів Лівінгстон та острів Сміт . Масштаб 1: 100000 топографічної карти. Фонд Манфреда Вернера, 2017.ISBN 978-619-90008-3-0